# Allee Willis
Pour les articles homonymes, voir Willis.
Alta Sherral Willis, connue sous le nom d'Allee Willis, née le 10 novembre 1947 à Détroit et morte le 24 décembre 2019, à Los Angeles, est une compositrice et parolière américaine. 
Elle a notamment co-écrit avec David Crane, Martha Kauffman, Michael Skloff, Philip Solem et Dany Wilde la chanson I'll be there for you pour le groupe The Rembrandts. Chanson devenue mondialement célèbre depuis sa reprise dans le générique de la sitcom Friends. Elle a également co-écrit September et Boogie Wonderland, succès mondiaux du groupe Earth Wind & Fire.

## Biographie
Son premier et unique album, Childstar, sorti en 1974, ne s'est pas bien vendu, et elle a cessé de se produire. Cependant, l'album a suscité l'intérêt de Bonnie Raitt, qui est devenue la première musicienne à reprendre une de ses chansons. Après avoir déménagé à Los Angeles, elle a travaillé comme auteur-compositeur chez A&M Records à partir de 1977.
Elle a travaillé dans un club de comédie et a accroché des affiches pendant quatre ans avant de rencontrer Maurice White de Earth, Wind and Fire, avec qui elle a écrit les paroles de son premier grand succès, September (musique de Al McKay), sorti le 18 novembre 1978. Par la suite elle a co-écrit Boogie Wonderland (avec Jon Lind) et In the Stone (avec Maurice White et David Foster).
Allee Willis a écrit des chansons pour des artistes tels que Debby Boone, Rita Coolidge, Maxine Nightingale, Crystal Gayle, Sister Sledge, Jennifer Holliday, Gladys Knight and the Pips, Patti LaBelle, Cyndi Lauper, Crystal Waters et Taylor Dayne. Parmi les chansons qu'elle a co-écrites pour d'autres artistes et devenues des succès, citons Neutron Dance des Pointer Sisters, What Have I Done to Deserve This? du groupe Pet Shop Boys (avec Dusty Springfield) et I'll be there for You des Rembrandts, utilisée comme chanson thème de la sitcom Friends. Allee Willis a fait référence à cette chanson en plaisantant comme « la chanson la plus blanche que j'aie jamais écrite ».
Elle a également écrit avec Brenda Russell et Steven Bray la comédie musicale La Couleur pourpre (The Color Purple), représentée sans interruption à Broadway de 2005 à 2008, puis de 2015 à 2017.
Willis a également travaillé en tant que directrice artistique et scénographe, et en 2008, elle a remporté des prix pour son travail avec la musicienne Holly Palmer sur la série Bubbles & Cheesecake. Elle réalise également des peintures, des céramiques et des sculptures. Le 28 septembre 2017, Allee Willis a présenté The D, un hymne officieux à sa ville natale de Détroit, qu'elle a écrit et produit puis enregistré avec des habitants de la ville. Elle a déclaré à cette occasion : « Mes chansons représentent 60 millions de disques vendus, mais celle-ci est celle que j'ai préféré faire ».
Alle Willis est décédée à Los Angeles le 24 décembre 2019, à l'âge de 72 ans, d'un arrêt cardiaque.